# S90 (水雷艇)
SMS S90は、1899年に進水したドイツ帝国海軍の水雷艇である。他国の水雷艇駆逐艦に相当する大型の水雷艇としては初のドイツ国産艦で、同型艦・準同型艦多数が建造された。第一次世界大戦中の1914年10月に青島の戦いで、日本の巡洋艦高千穂を撃沈した後に自沈した。

## 建造
19世紀末、ドイツ帝国海軍（以下「ドイツ海軍」）は、魚雷を主兵装とする小型艇として国産の水雷艇（排水量は200トン未満）を配備していたが、そのうちの一部は通常の水雷艇よりも2-3倍ほど大型の司令艇（ドイツ語: Divisionsboot）仕様であった。他方、1894年にイギリスで従来の水雷艇よりも航洋性を向上させた新艦種の水雷艇駆逐艦（後の駆逐艦）が開発されて各国に広まると、ドイツ海軍も1896年にイギリスのソーニクロフト社製のA級水雷艇駆逐艦（27ノット型）の改良艦1隻を、水雷艇D10（「D」は司令艇仕様の水雷艇の記号）として導入した。そして、在来の国産司令艇の最新型D9と、イギリス製水雷艇駆逐艦D10の設計を基に、ドイツ国産初の実質的な水雷艇駆逐艦としてシーシャウ社で建造されたのが、水雷艇S90である。
S90は排水量310-388トンとD10（365トン）とほぼ同規模で、D9（451トン）よりは若干軽い。艦形は艦首楼を有し、その後方の一段低くなった甲板に艦橋と2本の煙突が立っている。最高速力は27ノット。兵装は50mm単装砲3基と魚雷発射管3基で、魚雷は艦首楼と艦橋の間に挟まれた位置に配置されていた。他国の水雷艇駆逐艦に比べると速力は速くなく砲火力も劣るが、頑丈で航洋性に優れた設計であった。
その後、S91からS101までの同型艦のほか、1905年までにS102からS107、G108からG113、S114からS131（うちS125はタービン機関搭載）の改良型が量産され、これらをS90級水雷艇と総称することもある。

## 運用

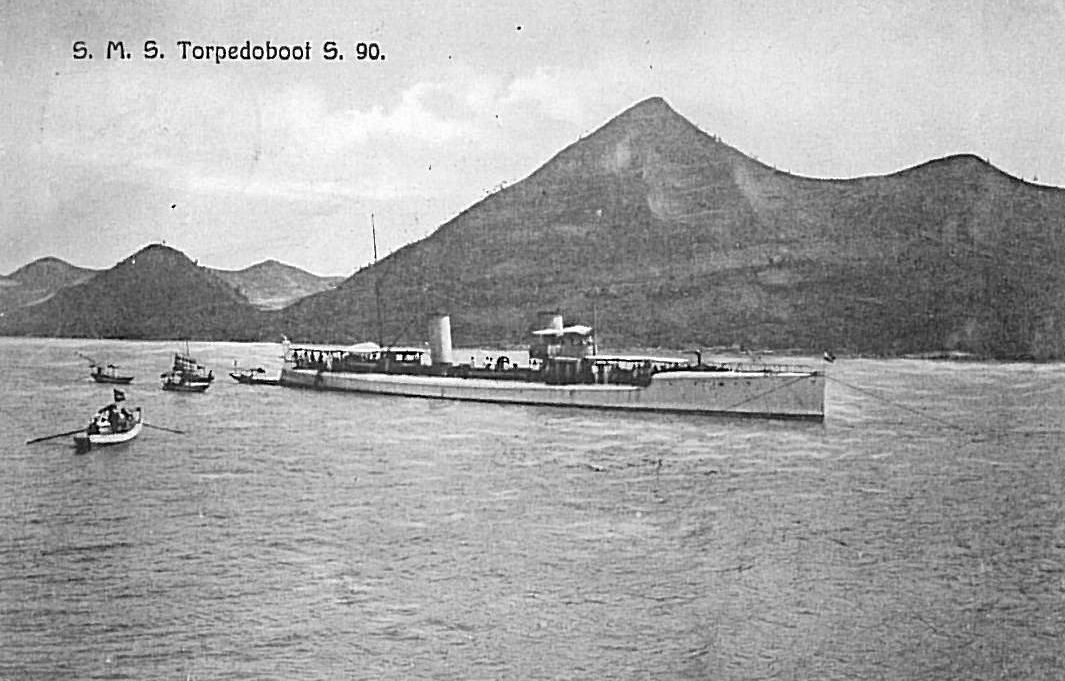
中国沿岸に停泊中のS90（1900年頃）

1914年の第一次世界大戦勃発時には、S90は、東洋艦隊に属して膠州湾租借地に駐留していた。東洋艦隊主力が洋上脱出後も、S90は水雷艇タークーや砲艦群とともに青島に残った。日本・イギリス連合軍が来攻して青島の戦いが始まると、海上封鎖する日英艦隊と交戦した。
日本による最後通牒の期限前日の1914年8月22日、青島総督のアルフレート・マイヤー＝ヴァルデックは機雷敷設艦ラウティングによる機雷敷設を命じ、S90が掩護にあたることとなった。当時、イギリスの駆逐艦による哨戒が行われており、S90はそのうちの一隻であるE級駆逐艦のケニットと戦闘となったが、S90は逃走に成功した。S90側は被害がなかった一方、ケニットは被弾して戦死者も出した。
1914年10月17日夜にS90は荒波の港外へ出撃し、翌10月18日0時に日本の防護巡洋艦の高千穂が輸送任務で航行中であるのを発見すると、至近距離から雷撃を加えて撃沈した。S90は追跡を逃れて航行を続け、同日夕刻に海岸へ自ら擱座・自爆して、乗員は中立国の中国警察に拘束された。